# 2014年萨那战役
萨那战役是2014年胡塞运动攻入也门首都萨那的一場戰役。
2014年9月9日，支持胡塞武装的抗议者準備前往也門内阁办公室，結果遭到也門安全部队的射击，造成七人死亡。 9月18日，穆罕默德·阿里·胡塞领导的胡塞武装与遜尼派的也門伊斯蘭黨的支持者发生衝突。胡塞武装试图夺取也门电视台。9月19日，胡塞武装在萨那北部与也門共和國武裝部隊和軍警发生冲突，造成60多人死亡。 9月21日，胡塞武装占领也門政府总部。